# Eccidio di Bari
L'eccidio di Bari del 28 luglio 1943 fu compiuto da un reparto del Regio Esercito, Reali Carabinieri e da militanti fascisti contro una manifestazione pacifica di studenti.

## Storia
Con la caduta di Mussolini, il 25 luglio 1943, a Bari si sparse la voce dell'imminente liberazione dei detenuti politici. Gli antifascisti locali, il 28 luglio, formarono un corteo per reclamare la liberazione degli oppositori del regime, tra cui Tommaso Fiore, Guido Calogero, Franco Sorrentino e Guido De Ruggiero. Circa 200 persone, la maggior parte studenti ed insegnanti, percorsero le strade del centro città fino a raggiungere il palazzo della federazione fascista di Bari, che era protetto da uno schieramento di soldati in funzione di ordine pubblico.
La circolare, del 26 luglio, del Capo di stato maggiore del governo Badoglio, Mario Roatta, aveva permesso l'utilizzo della forza e delle armi da parte dell'esercito contro ogni manifestazione pubblica. La milizia fascista, MVSN, non era stata disarmata ed era stata incorporata nell'esercito sotto il generale Quirino Armellini.
Il corteo, giunto davanti alla sede della Federazione Fascista di Bari, sita in via dell'Arca, avviò una trattativa per la rimozione dei simboli del regime, ma improvvisamente fu oggetto di fuoco da parte dei militari e dalle finestre della federazione fascista.
A terra rimasero 20 morti e 38 feriti, che non vennero soccorsi tempestivamente per l'atteggiamento dei militari. Molti dei feriti vennero arrestati e portati in carcere senza ricevere cure.

## Elenco delle Vittime accertate della Strage di via Nicolò dall'Arca
Gli elenchi qui riportati sono tratti dal volume Bari 28 luglio 1943, memoria di una strage a cura di V.A. Leuzzi e G. Esposito. 

### Feriti
- Giacomo Acquafredda, nato a Bari, 27/06/1929
- Dante Attisani, nato a Bari, 16/12/1926
- Aldo Balducci, nato a Milano, 03/02/1927
- Francesco Cascella, nato a Bari, 19/01/1928
- Fabrizio Canfora, nato a Bari, 20/02/1913
- Umberto Cassano, nato a Bari, 30/03/1925
- Emilio Conzaga, nato a Toritto, 28/05/1892
- Giuseppe Corisi, nato a Gioia del Colle, 22/01/1926
- Massimino de Febe, nato a Bari, 03/11/1925
- Alfredo De Liso, nato a Bari, 13/05/1925
- Umberto Dellisanti, nato a Bari, 22/04/1893
- Michele Longo, nato a Bari, 30/07/1928
- Giuseppe Lopez, nato a Bari, 21/04/1914
- Domenico Mancarelli, nato a Bari 09/02/1928
- Alessandro Marzano, nato a Bari, 08/05/1925
- Riccardo Orancer, nato a Bari, 16/08/1904
- Guido Pirrone, nato a Potenza, 01/06/1926
- Nicola Pizzi, nato a Bari, 11/12/1929
- Paolo Prisciantelli, nato a Bari, 07/12/1921
- Rocco Ricci, nato a Genova, 16/08/1904
- Vito Savino, nato a Palo del Colle, 12/06/1906
- Francesco Sciacovelli, nato a Bari, 22/02/1929
- Vito Sciacovelli, nato a Bari, 30/11/1931
- Pietro Siniscalchi, nato a Bari, 08/05/1926
- Salvatore Adamo Siniscalchi, nato a Bari, 01/12/1934
- Vito Tarantini, nato a Bari, 17/04/1928
- Domenico Tenzona, nato a Bari, 06/07/1929
- Alfredo Tridente, nato a Bari, 18/02/1925
- Giosafatte Tritto, nato a Bari, 18/06/1932
- Vito Uncino, nato a Bari, 12/03/1926
- Pasquale Violante, nato a Bari, 12/11/1926

- Menotti Garibaldi (senza cognome), nato a Bari, 18/04/1925

### Morti
- Fausto Buono, nato a San Donato di Ninea, 19/06/1923
- Gaetano Civera, nato a Bari, 07/07/1896
- Francesco De Girolamo, nato, 13/11/1922
- Vittorio Giove, nato, 22/05/1925
- Giuseppe De Tullio, nato a Bari il 19/09/1924
- Graziano Fiore, nato ad Altamura, 17/03/1925
- Nunzio Fiore, nato a Bari, 1901
- Michele Genchi, di anni 15
- Giuseppe Gurrado, nato a Grassano, 14/02/1914 - morto a Bari, 07/08/1943
- Paolo Ladisa, di anni 16
- Michele Laghezza, nato a Capurso,
- Luigi Masciandaro, nato a Bari, 09/03/1929 - morto a Bari, 05/10/1943
- Giovanni Nicassio, nato a Bari, 29/07/1929
- Tommaso Piemontese, nato a Monte Sant'Angelo, 17/01/1914
- Giuseppe Potente, di anni 13
- Gennaro Selvaggi, di anni 41
- Francesco Sgrona, nato 10/05/1901
- Francesco Tannarella, di anni 13
- Giuseppe Tropepe, di anni 18